# Paramount (Kalifornia)
Paramount – miasto w Kalifornii, w hrabstwie Los Angeles. Część Wielkiego Los Angeles. W 2010 roku zamieszkane przez 54 098 osób. Od zachodu miasto graniczy z Compton i Lynwood, od północy z South Gate i Downey, od wschodu i południa z Bellflower, od południa z Long Beach. Według United States Census Bureau Paramount ma powierzchnię około 12 km², z czego 0,26 km² (2,28%) stanowi woda.
Miasto zostało założone w 1957 roku, poprzez połączenie istniejących w tym miejscu osad Clearwater i Hynes. W Paramount ma siedzibę firma Zamboni, produkująca rolby. W mieście zmarł też jej założyciel, Frank Zamboni.